# Município de Ridge (condado de Wyandot, Ohio)
O município de Ridge (em inglês: Ridge Township) é um município localizado no condado de Wyandot no estado estadounidense de Ohio. No ano de 2010 tinha uma população de 524 habitantes e uma densidade populacional de 13,63 pessoas por km².

## Geografia
O município de Ridge encontra-se localizado nas coordenadas 40° 56′ 38″ N, 83° 26′ 40″ O. Segundo a Departamento do Censo dos Estados Unidos, o município tem uma superfície total de 38.43 km², da qual 38,43 km² correspondem a terra firme e (0 %) 0 km² é água.

## Demografia
Segundo o censo de 2010, tinha 524 pessoas residindo no município de Ridge. A densidade populacional era de 13,63 hab./km². Dos 524 habitantes, o município de Ridge estava composto pelo 98,09 % brancos, o 0,38 % eram afroamericanos, o 0,95 % eram asiáticos e o 0,57 % eram de uma mistura de raças. Do total da população o 0,38 % eram hispanos ou latinos de qualquer raça.